# Diaparsis hyperae
Diaparsis hyperae är en stekelart som beskrevs av Kusigemati 1980. Diaparsis hyperae ingår i släktet Diaparsis och familjen brokparasitsteklar. Inga underarter finns listade i Catalogue of Life.